# داستان ناگفته سه پادشاهی
داستان ناگفته سه پادشاهی (به ژاپنی: 新解釈・三國志، هپبورن: Shinkaishaku Sangokushi) یک فیلم کمدی ژاپنی محصول سال ۲۰۲۰ به کارگردانی یوئیچی فوکودا بر اساس فیلمنامه خودش است. این فیلم با بازی یو اوایزومی در نقش لیو بی به همراه گروه بازیگرانی که افراد دیگر سه پادشاهی را به تصویر می‌کشند، اقتباسی از سندهای سه پادشاهی با تفسیر کمدی جدید توسط خود فوکودا است.
قبل از اکران این فیلم در ژاپن، قرار بود در کره جنوبی، هنگ کنگ و تایوان اکران شود. در ۱۰ دسامبر ۲۰۲۰ در تایپه نمایش داده شد و در یک رویداد آنلاین برای جشن گرفتن اولین نمایش آن برگزار شد زیرا بازیگران نتوانستند به دلیل همه‌گیری کووید-۱۹ به تایوان سفر کنند. در ۱۱ دسامبر ۲۰۲۰، این فیلم در ژاپن، کره جنوبی و تایوان اکران شد.

## بازیگران
- یو اوایزومی در نقش لیو بی. او امپراتوری شو را تأسیس کرد و اولین امپراتور آن شد. او که نگران وضعیت بحرانی دنیا است، یک ارتش داوطلبانه با گوان یو و ژانگ فی، که با آنها رابطه برادرانه داشت، راه اندازی می‌کند. او به خاطر دلسوزی و محبوبیتش شناخته شده‌است، اما در این فیلم، او به عنوان مردی متحجر به تصویر کشیده شده‌است که از دعوا کردن متنفر است، وقتی دهانش را باز می‌کند شکایت می‌کند و ناله می‌کند. با این حال وقتی مست می‌شود چیزهایی را گستاخانه می‌گوید و خیلی‌ها به خاطر همین آرزوهای بلند عاشق او می‌شوند.
- تسویوشی مورو در نقش کونگ مینگ. او یک استراتژیست نظامی نابغه است که وفاداری خود را به لیو بی ابراز می‌کند. او شخصیتی کاریزماتیک است که از قضاوت روشن و آینده نگری خود برای بازی با دشمن در میدان جنگ استفاده می‌کند. با این حال، در فیلم، او به‌طور آشکاری در تفکر خود سطحی است و درخواست‌های غیر منطقی ژو یو را می‌پذیرد، حتی اگر شانسی برای برنده شدن نداشته باشد. سخنان او غالباً سبک و بی بند و بار است، اما او همچنین مردی استثنایی است.
- ساتوشی هاشیموتو در نقش گوان یو. نشان گوان یو ریش باشکوه او است که به او لقب "ارباب ریش زیباً را داده‌است.
- تسوتومو تاکاهاشی در نقش جانگ فی. او فوق‌العاده شجاع، دمدمی مزاج و فعال است. او نیز مانند برادر خود گوان یو، شخصیت لیو بی را دوست دارد و او را به عنوان "برادر بزرگ" خود می‌ستاید.
- کانا هاشیموتو در نقش بانو ژوگه. او زن باهوشی است که با هوش و ذکاوت خود از شوهرش حمایت می‌کند. اگرچه او به عنوان یک همسر شیطانی ظاهر می‌شود که از شوهر بی فایده خود سوء استفاده می‌کند، ژوگه لیانگ موفقیت او را در اختیار دارد.
- تاکانوری ایواتا در نقش جائو یون. یک ژنرال وفادار که به لیو بی خدمت می‌کند. او شجاعت زیادی دارد. او به اعتراف خودش "زیباترین مرد در سه پادشاهی" است و لیو بی و دوستانش در فضای خودشیفته او گیج شده‌اند.
- نائومی واتانابه در نقش دیائوچان. زنی زیبا که فرستاده شده بود تا دونگ ژو و لو بو را با تحریک حسادت بین آنها علیه یکدیگر تبدیل کند. او در آواز خواندن و رقصیدن عالی است و با جذابیت سحر آمیز خود این دو را جادو می‌کند. او زنی با اراده و قوی است، اما در واقع رازی شگفت‌انگیز دارد.
- یو شیروتا در نقش لو بو، ژنرال قدرتمندی که در خدمت دونگ ژوئو است. او سوار بر اسب معروفی به نام مو قرمز می‌شود که گفته می‌شود روزی هزار مایل می‌دود و مانند شیطان قوی است. با این حال، شایعاتی وجود دارد که او خیلی باهوش نیست.
- جیرو ساتو در نقش دونگ ژو، یک جنگ سالار که به نام پسر-امپراتور، فرمانروای واقعی چین می‌شود. از او به عنوان بزرگترین و خشن‌ترین ژنرال جهان می‌ترسند. او همچنین به زنان زیبا علاقه زیادی دارد.
- کنتو کاکو در نقش ژو یو، فرمانده عالی کشور "وو". او یک فرمانده نظامی با هوش است که نبردهای زیادی را به پیروزی رسانده و از حامیان فداکار اربابش سون چوان است. با این حال، او همچنین احساساتی، و تنگ نظر است.
- میزوکی یاماموتو در نقش شیائو کیائو، همسر ژو یو، او پاک است و از بی رحمی جنگ چیزی نمی‌داند.
- کنشی اوکادا در نقش سون کوان، فرمانروای وو، به دنبال پدرش، سون جیان، و برادرش، سون سه. او به عنوان یک پادشاه رک و جدی است و هر چه دست نشاندگانش بگویند می‌پذیرد و نظر خود را مرتباً تغییر می‌دهد. زمانی که به کونگ مینگ پیشنهاد اتحاد داد، فوراً اعتماد می‌کند، که باعث عصبانی شدن ژو یو می‌شود.
- یوما یاموتو در نقش هوانگ گای، ژنرال کهنه‌کار کشور "وو" که از خرد و تجربه زندگی خود برای راهنمایی جوانان استفاده می‌کند.
- کازواکی هانکای در نقش لو سو، ژنرال نظامی و سیاستمدار کشور "وو" که به عنوان دستیار ژو یو خدمت می‌کند.
- شون اوگوری در نقش سائو سائو، صدراعظم سلسله هان شرقی.
- هایاتو ایزومورا در نقش سون یو، مشاور اصلی سائو سائو.
- شینوسوکه آبه در نقش شیاهو دان، یک ژنرال نظامی که تحت فرماندهی جنگ سالار سائو سائو خدمت می‌کند. او مانند یک جنگجوی یک چشم شجاع و قدرتمند است.
- تاکایوکی یامادا در نقش شورش دستار زرد، با دستار زرد روی سرش، او و یارانش علیه سلسله هان شورش می‌کنند و به هرج و مرج دنیای آشفته می‌افزاید.
- توشی‌یوکی نیشیدا (راوی) در نقش سوگا مونیمیتسو، مورخی که " سوابق سه پادشاهی " را با "تفسیری جدید" به چالش می‌کشد.

## انتشار
این فیلم اولین نمایش خود را در سینمای لوکس در تایپه در ۱۰ دسامبر ۲۰۲۰ انجام داد، و روز بعد در ژاپن، کره جنوبی و تایوان اکران شد. تاریخ انتشار آن در هنگ کنگ از ۱۱ دسامبر ۲۰۲۰ به ۴ مارس ۲۰۲۱ به دلیل همه‌گیری کووید-۱۹ به تعویق افتاد.